# Національний з'їзд Демократичної партії

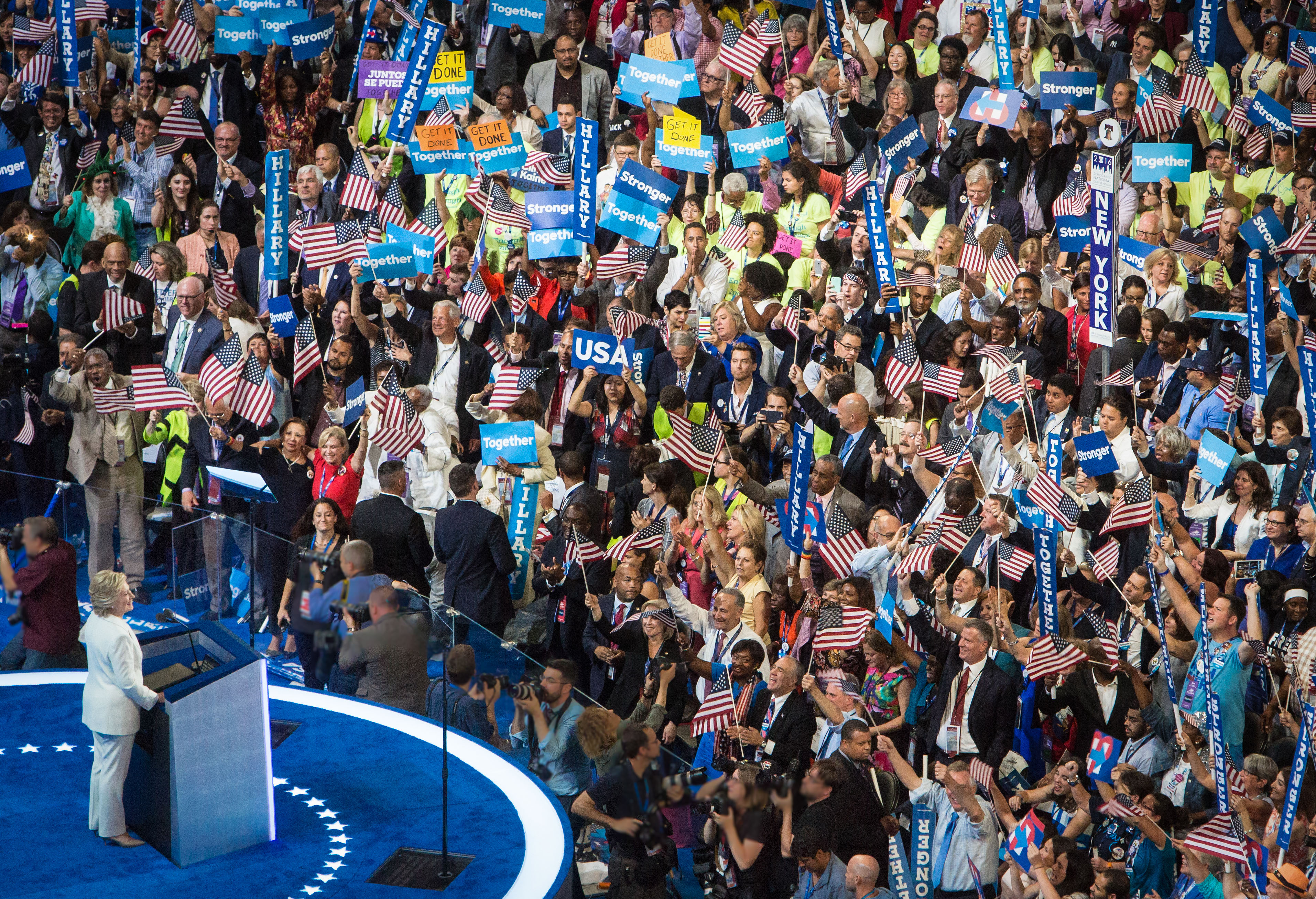
Національний з’їзд Демократичної партії в 2016 році, де Гілларі Родем Клінтон (унизу ліворуч) стала першою жінкою-кандидатом у президенти від великої партії в Сполучених Штатах

Національний з'їзд Демократичної партії (англ. Democratic National Convention) (DNC) — серія з'їздів щодо висунення кандидатів у президенти, які проводяться Демократичною партією США кожні чотири роки з 1832 року. Ними керує Національний комітет Демократичної партії з національного з’їзду 1852 року. Основна мета національного з’їзду Демократичної партії – офіційне висунення кандидата в президенти та віце-президенти, ухвалення комплексної партійної платформи та об’єднання партії. Обов'язані делегати з усіх п'ятдесяти штатів США, округу Колумбія та американських територій, а також суперделегати, які є необов'язаними делегатами, які представляють демократичний істеблішмент, беруть участь у з'їзді та віддають свої голоси, щоб обрати кандидата в президенти від партії. Як і Національний з’їзд Республіканської партії, Національний з’їзд Демократичної партії відзначає офіційне завершення періоду первинних виборів і початок сезону загальних виборів. З 1980-х років національні з’їзди втратили більшу частину свого значення і стали здебільшого просто церемоніальними коронаційними заходами для відповідного кандидата, оскільки після повного встановлення праймеріз у той час номінанти-переможці обох партій завжди були відомі задовго до з’їзду. У 2020 році через пандемію COVID-19 обидві основні партії та багато менших партій замінили свої звичайні особисті з’їзди віртуальними програмами.

## Делегації
Кандидат у президенти від партії обирається насамперед офіційними делегатами, які, у свою чергу, обираються на низці партійних зборів у штаті та первинних виборів. Обіцяні делегати поділяються на три категорії:
- На загальнодержавному рівні виділяються та обираються делегати з великою обітницею[2].
- Окружні делегати призначаються та обираються на рівні округу, зазвичай в окрузі виборчого конгресу, але іноді в законодавчому окрузі штату чи території[2].
- Додаткові або обіцяні делегати PLEO, які дозволяють представляти лідерів партій та обраних посадових осіб у межах штату[1][2].

Необов’язані суперделегати, делегати, чиї голоси не пов’язані з результатами партійних зборів або праймериз у штаті, голосують лише у випадку оскаржуваної кандидатури. Цих суперделегатів також можна назвати необов'язаними делегатами PLEO (лідери партій та обрані офіційні особи).

### Заявлений розподіл делегатів

#### Формула розподілу для 50 штатів США та Вашингтона, округ Колумбія
Розрахунки для конвенції 2020 року в основному складаються з наступних трьох кроків: 
Крок 1 : спочатку використовується наступна формула для визначення коефіцієнта розподілу кожної юрисдикції:
{\displaystyle {\text{Allocation factor}}={1 \over 2}\times \left({{\text{SDV}}_{\text{2008}}+{\text{SDV}}_{\text{2012}}+{\text{SDV}}_{\text{2016}} \over {\text{TDV}}_{\text{2008}}+{\text{TDV}}_{\text{2012}}+{\text{TDV}}_{\text{2016}}}+{{\text{SEV}} \over 538}\right)}
де
SDV = Демократичний голос штату на вказаних президентських виборах
TDV = Загальна кількість голосів Демократичної партії в країні на вказаних президентських виборах
SEV = голоси виборців штату
Крок 2: потім визначається базове делегування для кожного штату та округу Колумбія шляхом множення його коефіцієнта розподілу на 3200 (з округленням до найближчого цілого):
{\displaystyle {\text{Base delegation}}={\text{Allocation factor}}\times 3200}
Крок 3: Нарешті, базове делегування юрисдикції використовується для обчислення кількості делегатів округу, At-Large і PLEO ( лідерів партій і обраних офіційних осіб, які не є суперделегатами) (дроби від 0,5 округлюються до наступного найвищого цілого числа):
{\displaystyle {\text{At-large delegates}}={\text{Base delegation}}\times 0.25}
{\displaystyle {\text{District delegates}}={\text{Base delegation}}-{\text{At-large delegates}}}
{\displaystyle {\text{Pledged PLEO delegates}}={\text{Base delegation}}\times 0.15}

#### Відрахування іншим юрисдикціям
Натомість юрисдикціям без виборчих голосів надається фіксована кількість обіцяних делегатів. У 2020 році Американське Самоа, Гуам, Північні Маріанські острови та Американські Віргінські острови отримають по шість делегатів. Демократи за кордоном отримують 12 вільних і одного обіцяного PLEO.
У 2020 році за Пуерто-Ріко призначається 44 базові голоси, тоді ті ж формули, що використовувалися на кроці 3 вище для штатів США, використовуються для розрахунку загальної кількості делегатів на території, округу та PLEO:
{\displaystyle {\text{At-large delegates}}_{\text{PR2020}}=44\times 0.25=11}
{\displaystyle {\text{District delegates}}_{\text{PR2020}}=44-{\text{At-large delegates}}_{\text{PR2020}}=44-11=33}
{\displaystyle {\text{Pledged PLEO delegates}}_{\text{PR2020}}=44\times 0.15=6.6\to 7}
- Терміни Етап 1 (до квітня): без бонусу
- Терміновий етап 2 (квітень): збільшення на 10 відсотків
- Кластер : збільшення на 15 відсотків
- Етап синхронізації 2 і кластер: збільшення на 25 відсотків
- Терміновий етап 3 (травень і червень): збільшення на 30 відсотків
- І етап синхронізації 3, і кластер: збільшення на 35 відсотків

## Висунення кандидата в президенти
З 1832 по 1936 роки будь-яка кандидатура президента або віце-президента мала отримати більшість у дві третини від загальної кількості делегатів. Якщо не було популярного чинного президента, що траплялося лише тричі між громадянською війною та Другою світовою війною, отримати стільки голосів під час першого голосування було практично неможливо. 
Це часто призводило до суперечливих дебатів, які розпалювали пристрасті партійних лідерів, коли делегатів змушували голосувати за кандидата, доки хтось не набере мінімально необхідної кількості делегатів. Така ситуація мала місце на конвенціях 1852, 1856, 1868, 1912, 1920 років і, найвідомішого, 1924 року, де голосування йшло щонайменше за десяток бюлетенів.
У 1860 році конвенція зайшла в глухий кут після 57 голосувань, під час яких 50 південних делегатів покинули; згодом другий і третій з'їзди призначили окремі квитки на Північний і Південний.

## Висунення кандидата у віце-президенти
До 1972 року партійний вибір кандидата на посаду віце-президента зазвичай не був відомий до останнього вечора з'їзду. Це сталося тому, що кандидат у президенти мало пов’язаний із процесом і в багатьох випадках був невідомий на початку з’їзду.
У 1944 та 1956 роках кандидат дозволяв конвенту обрати напарника без будь-яких рекомендацій, що призвело до того, що в кожному випадку було потрібно два бюлетені для голосування.
З 1972 по 1980 роки про вибір партією кандидата віце-президента стало відомо в перший вечір з'їзду, але це призвело до розпорошення голосів з метою саботувати шанси кандидата, що перетворило голосування в 1972 і 1980 роках на фарс:
- У 1972 році рекордні 79 кандидатів (кілька з яких були дуже малоймовірними або жартівливими кандидатами) отримали принаймні один голос, і єдиний бюлетень був завершений лише о 1:40 ранок
- У 1980 році понад 20% делегатів покинули конвенцію перед голосуванням віце-президентів після того, як Тед Кеннеді програв кандидатуру в президенти чинному президенту Джиммі Картеру, тоді як 36 кандидатів отримали принаймні один голос, і для єдиного голосування знадобилося кілька поіменних голосувань. повний.

## Історія

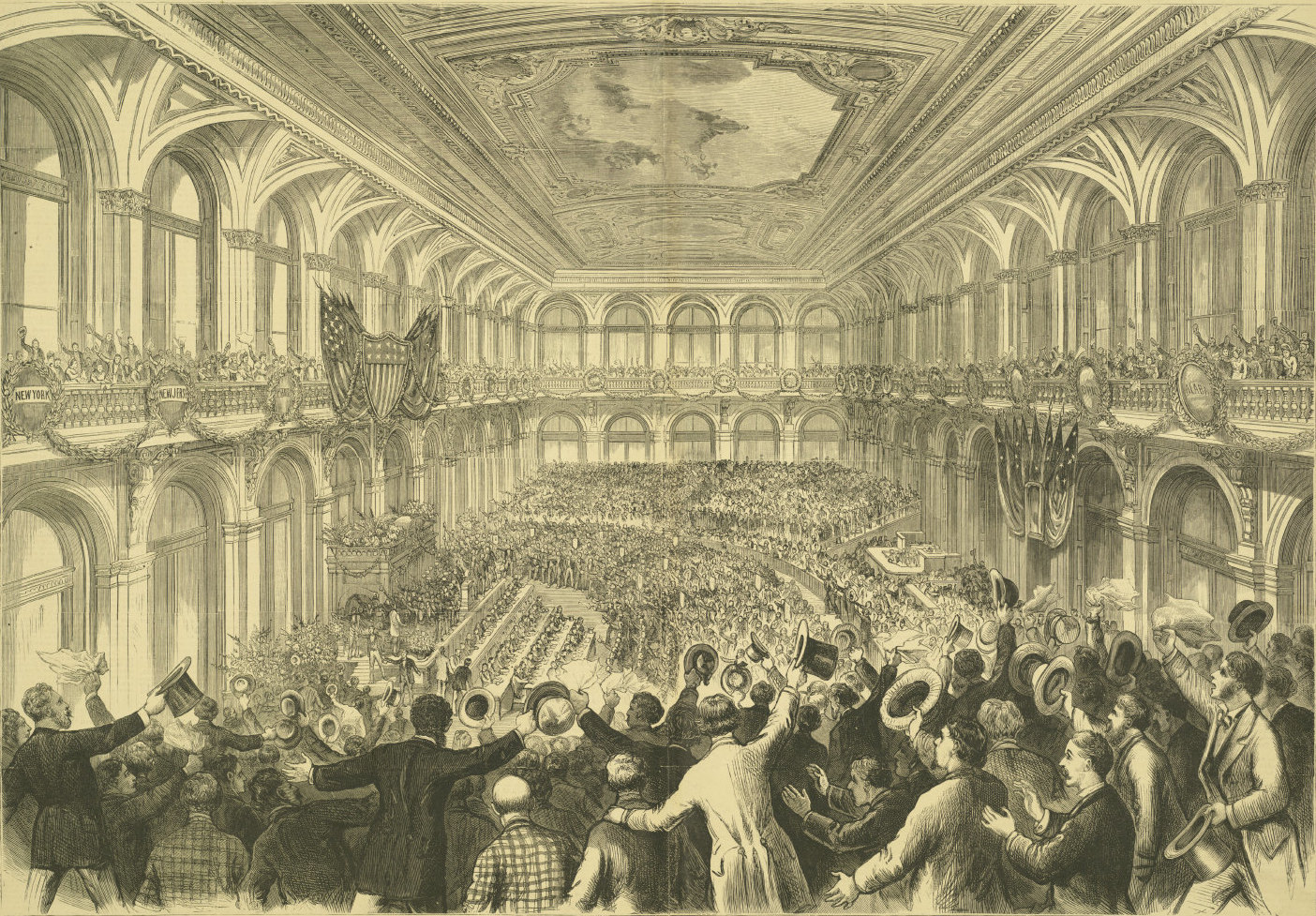
Ілюстрація національного з’їзду Демократичної партії 1876 року в Сент-Луїсі, штат Міссурі

До 1824 року партії збори з висунення кандидатів у Конгрес втратили репутацію та зазнали краху як метод висування кандидатів у президенти та віце-президенти. Була висунута ідея національного конвенту, але нічого не відбулося до наступного десятиліття: державні конвенти та законодавчі збори штатів з’явилися як апарат номінації, доки їх не витіснив метод національного конвенту висування кандидатів. «Кухонний кабінет» президента Ендрю Джексона приватно втілив в життя план першого національного з’їзду Демократичної партії: публічний заклик до першого національного з’їзду вийшов від прихильників Джексона в Нью-Гемпширі в 1831 році.
Перший національний з'їзд Демократичної партії розпочався в Балтіморі 21 травня 1832 року лише для висунення кандидата у віце-президенти, оскільки було зрозуміло, що Джексон як природний лідер партії знову балотуватиметься на пост президента. Того року було створено правило, яке вимагає двох третин голосів для висунення кандидата, і Мартін Ван Бюрен був висунутий на пост віце-президента під час першого туру голосування. Хоча це правило було скасовано на конвенціях 1836 та 1840 років, коли Ван Бюрена було висунуто кандидатом у президенти шляхом акламації, у 1844 р. воно було відновлено противниками колишнього президента Ван Бюрена, які мали підтримку більшості (але не двох третин голосів) делегатів, щоб запобігти його висуванню після поразки 1840 року. Потім це правило залишалося в силі до 1936 року, коли повторне призначення президента Франкліна Д. Рузвельта шляхом акламації дозволило його остаточно припинити.

## Подальше читання
- Артертон, Ф. Крістофер. Медіа-політика: Новинні стратегії президентських кампаній (Free Press, 1984).
- Беккер, Карл. «Правило одиниць у національних номінаційних конвенціях». American Historical Review 5.1 (1899): 64–82. онлайн
- Бінклі, Вілфред Е. Американські політичні партії: їх природна історія (1962) онлайн
- Карлтон, Вільям Г. «Революція в конвенції щодо висунення президентів». Політологічний щоквартальник 72.2 (1957): 224–240. онлайн
- Чейз, Джеймс С. Поява Конвенції про висунення президентів, 1789–1832 (Houghton Mifflin: 1973).
- Честер, Едвард В. Керівництво з політичних платформ (1977) стор. 127–135 онлайн
- Дослідницька служба Конгресу . Президентські вибори в США: Початок. (Вашингтон, Дослідницька служба Конгресу, 2000).
- Костейн, Енн Н. «Аналіз голосування в американських національних номінаційних конвентах, 1940-1976 рр.». Американський політичний щоквартальник 6.1 (1978): 95–120.
- Девіс, Джеймс В. Національні з’їзди в епоху партійних реформ (Грінвуд, 1983).
- Ітон, Герберт. Президентська деревина: Історія номінаційних конвенцій, 1868-1960 (1964) онлайн .
- Грінфілд, Джефф. «Промови на Конгресі, які змінили Америку» Politico, 15 серпня 2020 р. онлайн
- Казін, Михайло. Що потрібно, щоб перемогти: історія Демократичної партії (2022) уривок
- Кі молодший, VO Politics, Partys, and Pressure Groups (4-е видання, 1958) стор. 414–470. онлайн
- Майлз, Едвін А. "Основна промова на національних номінаційних з'їздах". Щоквартальний журнал Speech 46.1 (1960): 26–31.
- Морісон, Семюел Е. "Перша національна номінаційна конвенція, 1808 р." American Historical Review 17.4 (1912): 744–763. на 1808 федералістів онлайн
- Ніколс, Рой Ф. «Це відбувається кожні чотири роки», American Heritage (червень 1956) 7#4 стор. 20–33.
- Пфау, Майкл Вільям. «Конвенції обговорення? Конгресні звернення та дорадче стримування в риториці та зв’язках з громадськістю другої партії 9 № 4 (2006), стор. 635-654 онлайн
- Соттер, Р. Крейг і Едвард М. Берк. Всередині Вігваму: Президентські з'їзди Чикаго, 1860-1996 (Loyola Press, 1996).
- Сільвер, Адам. «Консенсус і конфлікт: аналіз змісту американських партійних платформ, 1840–1896». Історія соціальних наук 42.3 (2018): 441-467 онлайн.